# Неороманика
Неороманика (новороманика) архитектонски стил у развоју архитектуре 19. века у историцизму која надовезује на архитектуру романску. 
Неороманика се развија у архитектури после неоготике која је такође одводена из епохе на које се угледала из прошлости и тако се развијала у еклектичке стилове хисторизујуће епохе у 19. веку. Највећи развој неороментике је доживела немачка и то након уједињења.
Највише зграда које су биле грађене у стилу неороманике су биле сакрални објекти- значи првенствено цркве које су преузимале форме византијске архитектуре.